# Huso en la esfera
En geometría del espacio, un huso esférico es una parte de la superficie esférica limitada por dos circunferencias máximas, o bien, cada una de los subconjuntos en que dos circunferencial máximas parten a una superficie esférica. La porción de la cáscara que cubre exactamente un gajo de la naranja o las franjas que delimitan husos horarios serían ejemplos de husos esféricos.

## Elementos
Lados del huso
Se llaman lados del huso a las dos circunferencias máximas que lo delimitan. Las circunferencias máximas son aquellas cuyo centro coincide con el centro de la superficie esférica, por lo que cada circunferencia máxima divide la superficie de la esfera en dos mitades iguales. Dos circunferencias máximas se intersecan siempre en dos puntos opuestos, extremos del diámetro común correspondiente. Este diámetro se llama eje
Ángulo del huso
Es el ángulo diedro formado por los planos que contienen a las dos circunferencias máximas. El huso esférico siempre presenta una simetría respecto al plano bisector en el ángulo del huso. 

## Área
Su área es igual al área de la esfera multiplicada por la razón de la medida del ángulo del huso dividido por 360.
{\displaystyle A={\frac {4\pi r^{2}n}{360}}} donde A es el área de huso esférico y n es la apertura del huso en grados .